# Luca Homonnai
Luca Homonnai (11 de octubre de 1998) es una deportista húngara que compitió en piragüismo en la modalidad de aguas tranquilas. Ganó una medalla de plata en el Campeonato Mundial de Piragüismo de 2015, en la prueba de K2 200 m.

## Palmarés internacional
| Campeonato Mundial | Campeonato Mundial | Campeonato Mundial | Campeonato Mundial |
| Año                | Lugar              | Medalla            | Competición        |
| ------------------ | ------------------ | ------------------ | ------------------ |
| 2015               | Milán (Italia)     | Medalla de plata   | K2 200 m           |